# جين ليفي
جين ليفي (بالإنجليزية: Jane Levy)‏ (مواليد 29 ديسمبر 1989 في لوس أنجلوس)، هي ممثلة أمريكية بدأت مسيرتها الفنية عام 2011. مثلت دورة البطولة في مسلسل سوبورغاتوري.

## الأعمال

### الأفلام
- إيفل ديد (2013)
- لا تتنفس (2016)
- سيارات وحشية (2016)

### المسلسلات
- سوبورغاتوري (2011 - 2014)
- برنامج كرول (2014، حلقة واحدة)

## وصلات خارجية
- جين ليفي على موقع IMDb (الإنجليزية)
- جين ليفي على موقع روتن توميتوز (الإنجليزية)
- جين ليفي على موقع ألو سيني (الفرنسية)
- جين ليفي على موقع ميوزك برينز (الإنجليزية)
- جين ليفي على موقع أول موفي (الإنجليزية)
- جين ليفي على موقع قاعدة بيانات الأفلام السويدية (السويدية)
- جين ليفي على موقع إن إن دي بي (الإنجليزية)
- جين ليفي على موقع قاعدة بيانات الفيلم (الإنجليزية)
- جين ليفي على موقع كينوبويسك (الروسية)